# Cythere alveolivalva
Cythere alveolivalva is een mosselkreeftjessoort uit de familie van de Cytheridae. De wetenschappelijke naam van de soort is voor het eerst geldig gepubliceerd in 1952 door Smith.